# Позлата (декорација)
Позлата или позлаћивање је потпуно или делимично премазивање неке површине златним листићима или златним прахом ради украшавања. Позлаћивати се могу површине камена, метала, дрвета, стакла, коже, текстила и папира. Посебно иконографско значење позлата, односно златна боја, има у средњовековном црквеном сликарству, као симбол светлости и светости (ореол). 
Осим злата у декоративне сврхе на сличан начин користе се сребро, бакар, али и шлагметал   који је имитација злата.
Позлаћивањем се бави позлатар, а његов занат назива се позлатарство. Настао је у Индији, пре око 5.000 година, а у Европи је свој врхунац достигао у 17. и 18. веку. Ручна обрада, односно дорада сакралних и других украсних и употребних предмета и иконописа позлаћивањем сматра се уметничким занатом и доста је редак, а самим тим и веома цењен. У Србији се позлатарски занат може изучити на специјалистичким курсевима, док се у редовном средњошколском програму врши обука за занимање конзерватор-позлатар у оквиру практичног рада у Школи примењених уметности у Шапцу.

## Историја
Позлатарство је као занат било познато пре више пет хиљада година. Изузетност злата је последица његове племените и непроменљиве структуре, чињенице да се у природи налази ретко и то у чистом облику, па је самим тим и скупо. Поред тога, сјај и некорозивност (чиме се не одликују други метали) симболички су везивани за непролазност и вечност, па је зато злато често служило за украшавање религиозних предмета, као веза са божанствима. Исијавање златне светлости било је повезивано са врховним божанствима која су у свим религијама, на овај или онај начин, била оличена у сунцу и његовој светлости.
Овај занат настао је у Индији и у Европу је доспео преко Старог Египта. У античкој Грчкој и Риму позлаћивале су се камене и дрвене скулптуре, као и украсни архитектонски детаљи. У Византији се позлата употребљавала у сликарству (мурали, мозаици и минијатуре) и у архитектонској декорацији. Око 1500. године у западноевропској уметности нестаје златна позадина на сликама, док се у источној Европи одржала и даље у осликавању икона. 
Као техника позлатарство је свој врхунац у Европи доживело у 17. и 18. веку. Развој оригиналне уметности позлате омогућили су архитекте, пре свега Бартоломео Растрели. Чувени архитекта је био зачетник барокног стила са карактеристичним позлаћеним намештајем и штукатуром. У доба барока позлата се обилно користила у црквеној скулптури, за украшавање олтара, проповедаоница, оргуља и сл. У 19. веку је откривена галванизација, односно електроплатирање, што је олакшало процес позлате и учинило га много сигурнијим и приступачнијим.

### Позлатарство у Србији
У средњовековној Србији, под утицајем византијске уметности и грчких мајстора, златом су се симболично представљале духовних вредности, па је српска иконописачка уметност од црквеног позлатарства практично начинила вид православне молитве. На многим иконама и фрескама позлаћивана су ћирилична слова, ореоли, звезде у позадини као и велике површине на којима су сликане Богородица, Христ, херувими и анђели. Позлате у црквама су највероватније радили сами сликари иконописци, јер не постоје писани трагови да је неко посебно радио позлату. У северном делу наше земље, међутим, позлате су у црквама радили мајстори из Аустроугарске.
Позлатарски занат у модерној Србији утемељио Бечлија Карл Хофингер, који је после Првог светског рата у Београду отворио прву позлатарску радионицу. Карл Хофингер био је искусни бечки позлатар када је, за време Првог светског рата, мобилисан у аустријску војску. Тако је доспео у Београд, где се заљубио у једну српску девојку и по завршетку рата, када је аустријска војска почела да се повлачи, одлучио да се ожени и остане у Београду. Као искусни позлатар држао је дворску радионицу која се налазила у кругу Старог двора. Шегрти који су код њега учили занат калфенско писмо писмо добијали су у његовој радионици, а мајсторски испит полагали су у занатској школи. Старог мајстора Карла Хофингера стрељала је нова комунистичка власт после Другог светског рата јер се бавио „буржоаским, ненародним, богаташким занатом” и радио за двор. Мајстор Сава Димитријевић, који је од Хофингера учио занат и касније радио са њим, запослио се у Народном музеју где је дочекао и пензију. Почетком 80-их веровало се да је овај занат у Србији потпуно нестао, а неколико година касније из номенклатуре занимања избрисано је звање „позлатар”. Године 1987. Сава Димитријевић је одлучио да са сином Драгомиром оснује радионицу и школу, како би занат оживео. Уз велике напоре занимање „позлатар” враћено је у номенклатуру и данас се у Србији позлатарство званично убраја у уметничке занате. Једини настављач традиције дворске позлатарске радионице јесте позлатарска радионица Димитријевић, која данас постоји и ради при храму Светог Саве у Београду.

## Ручна позлата
Позлатарство је данас редак и веома сложен занат. Од постанка до данас у овом занату се мало шта променило. Остали су исти алати, материјали и рецептуре. Од Леонарда да Винчија који је творац машине за израду златних листића усавршена је само њихова финоћа. Ручна позлата ради се златним листићима који су толико танки да је потребно десет хиљада комада наслагати један на други да би се добио слој дебљине 1 милиметар. Због тога највећи део посла код позлаћивања чини припрема подлоге и материјала. Осим листића за позлаћивање се користи и злато у праху.
Поред златних у декоративне сврхе користе се и сребрни и бакарни листићи, као и листићи шлагметала   који је имитација злата. Злато не оксидира па му није потребан заштитни премаз. Насупрот томе сребро је подложно оксидацији, при чему површина тамни, па се код поступка посребривања препоручује наношење заштитнога лака.

### Материјали

#### Златни листићи
Злато је веома мекан метал и лако се извлачи у листиће. Не постоје правила када је реч о дебљини златних листића, али најпопуларнији су они 10 пута тањи од људске косе. Тако танки листићи користе се за позлаћивање уметничких предмета и у дизајну ентеријера. Постављају се тако што се сваки следећи листић злата полаже тако да његов руб преклопи руб претходно већ фиксираног листића. За спољну декорацију (фонтане, скулптуре, архитектонски детаљи) користе листићи веће дебљине, јер се позлата временом троши, а у овом случају брже с обзиром да је изложена неповољном утицају средине. Квалитетна позлата није могућа златом које има испод 22 карата. Златни листићи на тржишту се могу наћи у више облика:
- Одвојени (слободни) златни листићи најчешће се постављају техником водене позлате (позлата на болусу). Доступни су у бројним нијансама, чистоће од 24 карата наниже. Ова врста позлате осетљива је на воду. На сличан начин користе се и листићи сребра.
- Преносни златни листићи продају се повезани у књижице. Најчешће су изрезани у квадрате величине 8 × 8 цм, а сваки листић налази се између два листа свиленог трансфер-папира. За израду златних листића користи се 22 до 23,5-каратно злато. У једној књижици има 25 листова, што је довољно да се позлати равна површина величине 1,5 м². Руковање овим листићима врло је једноставно, па их могу користити и почетници. Позлата се може радити и уљаном и воденом техником, а листићи се наносе притиском, попут налепница, после чега се трансфер-папир уклони. Други начин наношења је помоћу позлатарске четке. На сличан начин користе се и листићи сребра.
- Златни листићи у колуту израђују се од злата чистоће 24 карата наниже. Аплицирани су на папирну или пластичну траку која се мота у колут (попут лепљиве траке). Ширина траке је између 3 и 110 мм и праве се у великом броју нијанси златне боје. Ова врста златних листића погодна је за позлаћивање глатких и равних површина, чак и уз благу закривљеност. Примењиви су у гастрономији, као јестиво злато.[9]

Постоји много нијанси злата, од светле цитронен и дукатен која је за око најлепша и најчешће се користи, до оне чија боја иде према бакарној. Квалитетни златни листићи традиционално се производе у Немачкој, као и у Русији, Италији и Холандији. У Србији се не производе ни листићи, нити други материјали и алат за позлаћивање. Занимљиво је да се у прошлости говорило да се од једног дуката може извући 150 листића, док се данас, према речима Јована Пантића, професора на Академији за уметност и конзервацију Српске православне цркве у Београду, од исте количине злата извуче 1.500 листића.

#### Злато у праху
Злато у праху користи се самостално за позлаћивање или како додатак бојама. Често се примењује за ретуширање делова површине које златни листић није покрио. Израђује се од злата квалитета 23,75 карата и мањег. За површину се везује туткалом или гумирабиком, а као везиво се могу користити и целулозни етри. Најчешће се пакује у посуде запремине 1 грам.

#### Шлагметал
Шлагметал   је имитација злата и користи се као замена за њега. Представља легуру бакра, цинка и калаја која се ваљањем извлачи у танке листиће. Може бити у различитим тоновима златне боје, што зависи од учешћа метала који су саставни део легуре. Листићи шлагметала продају се као слободни, односно нису на трансфер-папиру.

### Подлога
Подлогу која се позлаћује треба претходно припремити. Она се импрегнира, препарира, бруси, полира и тек онда се на њу лепе златни листићи.

### Технике позлате
Листићи се лепе на више начина од којих су неки савременији, док су други традиционални, онакви какви су били у прошлости. 
- Позлата на микстиону или уљана позлата — ово је најчешћи начин лепљења листића на подлогу. Златни листићи се на претходно припремљену лепе микстионом — лепком на бази ланеног уља.
- Водена позлата или позлата на болусу — овај начин лепљења је старијег датума. Златни листићи наносе се на болус, једну врсту глине, који се претходно активира, односно влажи ракијом или вотком. Залепљени листићи се затим глачају алатом од полудрагог камена ахата, док се некада за ту сврху користио здрав зуб дабра, вука, медведа или вепра. Оваква позлата је трајнија и више се цени, али је поступак много тежи.[4] Болус постоји у више различитих боја, тачније различитог је квалитета зависно од порекла. Квалитет зависи од гранулације зрна болуса. Најчешће се употребљава црвени и жути болус, а жути је нешто финије гранулације од црвеног.[7]

### Алат
Позлатарски алат између осталог чине:
- позлатарско јастуче,
- нож за украјање листића
- низ различитих четки
- бир креда,
- болус — специјална млевена и печена глина,
- зечије туткало,
- алкохол.[2]

- позлатарско јастуче
- нож за украјање листића
- Различити алати за брушење
- позлатарска четка

## Хемијска позлата

### Електроплатирање
Електроплатирање или галваностегија је наношење танког слоја неког метала на површину другог метала ради постизања експлоатацијских и декоративних својстава. Процес је широко познат и као галванизација. Патентирао ју је 1837. године француски физичар Станислас Сорел, мада неки скорији археолошки налази указују на то да је и у време Старог Египта била позната нека врста галваностегије. Управо процес позлаћивања, односно посребривања представља почетак развоја галванотехнике. Широка примена заштитно-декоративних превлака од никла, хрома, бакра, калаја, сребра, злата и других метала започела је 30-их година 20. века.
Позлаћивање електроплатирањем је процес којим се на површину метала електрохемијски наноси танак слој злата, најчешће у декоративне сврхе. На овај начин најчешће се позлаћују бакар, никл, месинг, нерђајући челик али и други метали. На сличан начин врши се и посребривање, али се у декоративне сврхе најчешће користи патинирано посребривање са „старинским изгледом”.

### Позлата у ватри
Позлата у ватри је још један поступак који је у прошлости често коришћен у процесу позлаћивања. То је процес у ком се на металну површину наноси амалгам живе и злата, а предмет се потом загрева како би жива испарила и на површини остао само слој злата. Испарења живе доводе до тровања радника са тешким последицама, па се ова технологија данас практично не користи.

## Употреба
Позлаћивање је један од важних индустријских процеса који се примењује на предмете у бројним различитим сферама људског живота — од накита и рамова за слике до катализатора и комуникацијских и електронских апликација.

### Декорација
У данашње време позлата се често користи код израде накита, украсних предмета и посуђа. У уметности се користи за рестаурацију старих штукатура, рамова за слике и самих уметничких дела. Осим тога користи се и у архитектури, за украшавање архитектонских детаља, фонтана, скулптура, чак кровова и фасада, као и код уређења ентеријера и дизајна намештаја. Позлата нема искључиво декоративну улогу производа, већ служи и за заштиту површине од процеса оксидације и биокорозије. Наравно, на својства премаза првенствено утичу дебљина премаза и квалитет самог злата. Колико дуго ће површина остати сјајна зависи од дебљине нанесене позлате. Злато је мекан и савитљив метал, који се брзо хаба са површине. Због тога дизајнери познатих златарских кућа избегавају танак слој позлате. Традиционално, савремени производи су прекривени слојем позлате дебљине 0,04-0,1 мм.

#### Трајност позлате
За разлику од злата које је трајно и издржљиво, позлата се прилично брзо троши, односно скида са површине. Због тога је пожељно наносити је на предмете који имају искључиво декоративну сврху и ретко се користе. Понекад је разлика између злата и позлате тешко уочљива чак и професионалцима. Постоје бројне методе за проверу квалитета златног накита. Најједноставнија, али и прилично непоуздана, је да се предмет током 20 секунди држи над пламеном свеће. Ако се на површини појаве тамне мрље то је сигуран знак предмет је позлаћен. У продаји позлаћена роба мора бити посебно означена. Ознака мора садржати и информацију о томе на који је начин позлата нанета на предмет.

#### Позлаћени накит
Главна предност златног накита је његова издржљивост, али је онај позлаћени далеко јефтинији. Позлаћени накит није погодан за свакодневно ношење и захтева пажљиво одржавање и чување, па због тога није много тражен. Чак и уз стално одржавање временом се на површини појављују огреботине и други трагови механичких оштећења.

### Индустрија
Због одличне проводљивости, ниске електричне отпорности и изузетне отпорности на корозију последњих деценија знатне количине злата користе се у електроници и електрици. Често се позлаћују или посребрују електро-контакти, што доприноси бољој проводљивости струје. Позлата има одличну и постојану рефлексивност инфрацрвених зрака, што омогућава лако коришћење црвених ласера за изравнавање. Позлаћена стакла су најпоузданији начин одржавања поларизације. Осим тога, многи сателити су обложени златом које их штити од сунчеве топлоте. Танак слој злата на визиру кациге штити космонаута од опасних ефеката сунчевог зрачења.

#### Рециклирање злата
Све већа употреба злата у напредним технологијама какве су телекомуникације, микроелектроника, оптика, авијација и свемирска технологија допринела је томе да злато постане виталан стратешки ресурс чије је рециклирање изузетно исплативо. Отпад који садржи злато може настати из различитих извора и доступан је у различитим облицима. Најчешће су то електронски и електрични отпадни делови, накит, потрошни стоматолошки и ортопедски материјал, употребљени катализатори и слично. Прерада таквог отпада је компликована и зависи од природе отпада и степена чистоће метала у њему. Тренутно доступне технологије за рециклажу злата могу бити механичке, пирометалуршке, хидрометалуршке, електрохемијске и биотехнолошке.

### Козметологија
Употреба позлате у козметологији је контроверзно питање. Постоје мишљења да је овај метод лукав маркетиншки трик. С друге стране, јапански козметолози раде на усавршавању најновијих техника за позлату лица. Метал има својства да обогаћује епидермиса кисеоником, помаже очувању колагена у кожи и ублажава иритације. У алтернативној медицини такође постоји посебан правац коришћења позлате у антиинфламаторне сврхе  — хризотерапија.

## Занимљивости
Позлатарска радионица коју је при двору водио бечки позлатар Карл Хофингер између осталих послова имала је задатак да позлати и хиљаде ускршња јаја којима су за Ускрс даривани дворјани и гости двора, а за Светосавски бал на стотине женских ципела. Наиме, даме су у својој тоалети обавезно имале позлаћене ципеле или бар неки детаљ на њима.